# گانگچئونسان
گانگچئونسان (به لاتین: Gangcheonsan) یک کوه در کره جنوبی است که در Jeollabuk-do, South Korea واقع شده‌است. گانگچئونسان ۵۸۴ متر بالاتر از سطح دریا واقع شده‌است.